# Robert Landesmann
Robert Landesmann (ur. 26 marca 1912 w Paryżu, zm. 26 lutego 1986 tamże) – francuski zapaśnik walczący w stylu wolnym. Olimpijczyk z Londynu 1948, gdzie zajął dwunaste miejsce w kategorii do 87 kg.

## Letnie Igrzyska Olimpijskie 1948
| Konkurencja      | Rundy eliminacyjne      | Rundy eliminacyjne    | Klas. końcowa |
| Konkurencja      | Przeciwnik I            | Przeciwnik II         | Miejsce       |
| ---------------- | ----------------------- | --------------------- | ------------- |
| 87 kg styl wolny | Fernand Payette (CAN) P | Fritz Stöckli (SUI) P | 12.           |